# Septembre 1892

## Événements
- 22 septembre : fêtes républicaines commémorant le centenaire de la proclamation de la République Française.
- 24 septembre : début de la seconde mission du lieutenant de vaisseau Mizon qui remonte le cours du Niger et de la Bénoué sur la Mosca et le Sergent-Malamine en direction de l'Adamaoua. L'adjudant François Chabredier, du 12e régiment d'infanterie, en fera la relation (fin le 12 octobre 1893).

## Naissances
- 4 septembre : Darius Milhaud, compositeur français († 22 juin 1974).
- 11 septembre : Lucien Buysse, coureur cycliste belge († 3 janvier 1980).
- 20 septembre : Kiffin Rockwell, pilote américain pendant la Première Guerre mondiale († 23 septembre 1916).
- 21 septembre : Donald Elmer Black, homme politique fédéral provenant du Québec.
- 24 septembre : Adélard Godbout, premier ministre du Québec.

## Décès
- 12 septembre : Marc-Amable Girard, premier ministre du Manitoba.
- 20 septembre : Auguste Dumon, militaire, financier et homme politique belge (° 30 avril 1819).